# Rivalen der Luft
Rivalen der Luft – ein Segelfliegerfilm ist ein im Januar 1934 herausgegebener deutscher Film, der 1945 vom Alliierten Kontrollrat als nationalsozialistischer Propagandafilm verboten wurde.

## Handlung
Vor dem eigentlich seichten Thema der Segelfliegerei und einer Liebesgeschichte als Hintergrund, schildert der Film den Kampf des Menschen mit der Natur in sehr heroischer und pathetischer Weise. Eine Rivalität zweier junger Segelflieger um Rekorde und eine Frau wird als Sinnbild des Ankämpfens der Menschen gegen die Gewalt der Elemente, aber auch als auch Ankämpfen Deutschlands gegen seine vermeintlichen Feinde stilisiert.

Die beiden Gymnasiasten Karl und Christine sind dem Segelflug stärker verbunden als der Schule und folgen daher dem Segelfluglehrer Frahms nach Rossitten zur dortigen Segelflugschule. Beide wollen dort ihre Segelfluglizenz erwerben, um an den jährlichen Segelflugwettbewerben in der Rhön teilzunehmen. Zwischen Karl und Frahms kommt es in der Folge zu einer starken Rivalität, zum einen wegen des Wettbewerbs, zum anderen wegen Christine. Letztere startet bei dem Wettbewerb heimlich und kommt wegen eines Unwetter vom Kurs ab, woraufhin Frahms sie rettet und damit ihr Herz erobert, derweil Karl den Wettbewerb und das Preisgeld gewinnt.

## Herstellung
Die Außenaufnahmen fanden über zwei Monate auf dem Segelflugplatz Rossitten der Deutschen Forschungsanstalt für Segelflug (DFS) statt. Zwar befand sich der Hauptsitz der DFS zu diesem Zeitpunkt am Flugplatz auf der Wasserkuppe in der hessischen Rhön, aber die Kulisse des im Kurischen Haff gelegenen Standortes Rossitten bot nicht nur den malerischeren Rahmen, sondern besaß durch seine Lage im durch den „polnischen Korridor“ vom Deutschen Reich getrennten Ostpreußen auch die brisantere politische Relevanz. Auf der Wasserkuppe wurden lediglich einige Außenaufnahmen im Rahmen der dort seit 1920 jährlich abgehaltenen internationalen Segelflugwettbewerbe gedreht.

## Hintergrund
Die Nationalsozialisten mussten ihre Remilitarisierungsbemühungen vorerst unter Geheimhaltung vorantreiben. Jegliche (motorisierte) militärische Luftfahrt war durch den Versailler Vertrag verboten, und daher bot sich der Segelflug schon zu Weimarer Zeiten als hervorragende Tarnveranstaltung zur Heranbildung einer „stillen Reserve“ von Piloten an. Da die Luftwaffe offiziell erst wieder 1935 eingeführt wurde, eignete sich der in der frühen Phase des Nationalsozialismus entstandene Film „Rivalen der Luft“ bestens dazu, junge Menschen für die Fliegerei zu begeistern. So finden sich in zeitgenössischen Luftfahrtmagazinen (zum Beispiel der Luftwelt) zahlreiche Inserate die Angehörige der Hitler-Jugend unter anderem zum Eintritt in Segelflugvereine aufrufen. Die DFS, die später im Zweiten Weltkrieg unter anderem Forschungen zum Segelverhalten der V1 und zu Lastenseglern zur Kesselversorgung vornahm, stellte eine ganze Reihe ihrer Angehörigen als Stuntpiloten für den Film ab, so zum Beispiel die junge Hanna Reitsch.

Hierdurch erscheint auch die augenscheinlich seichte Handlung des „Rivalen der Luft“ in einem anderen Licht. Es ist auffällig oft die Rede von „Mut“, „Gesinnung“ oder „Männlichkeit“. Nicht zuletzt wegen dieser Einbettung in die NS-Ideologie ist der Film nach dem Krieg vorerst von den Alliierten verboten worden.